# Присоје (Горажде)
Присоје је насељено мјесто у граду Горажду, Босна и Херцеговина.

## Становништво
|         | 2013.      | 1991.        | 1981.        | 1971.        |
| Укупно  | 8 (100,0%) | 131 (100,0%) | 151 (100,0%) | 269 (100,0%) |
| Бошњаци | 7 (87,50%) | 55 (41,98%)1 | 57 (37,75%)1 | 65 (24,16%)1 |
| Срби    | 1 (12,50%) | 76 (58,02%)  | 94 (62,25%)  | 204 (75,84%) |

1. 1 На пописима од 1971. до 1991. Бошњаци су пописивани углавном као Муслимани.